# 조합 거울 대칭
빅터 바티레프는 {\displaystyle d} 차원 볼록 다면체에 대한 극 쌍대성을 사용하여 거울 대칭에 대한 순수한 조합적 접근 방식을 제안했다. 극 쌍대성의 가장 유명한 예는 플라톤 다면체를 제공한다. 예를 들어, 정육면체는 정팔면체에 쌍대이고, 정십이면체는 정이십면체에 쌍대이다. {\displaystyle d} -차원 볼록 다면체 {\displaystyle P}의 {\displaystyle k} 차원 면과 쌍대 다면체 {\displaystyle P^{*}}의 {\displaystyle (d-k-1)}차원 면 사이에는 자연스러운 전단사가 존재한다.  그리고 {\displaystyle (P^{*})^{*}=P}이다. 거울 대칭에 대한 바티레프의 조합적 접근 방식에서 극 쌍대성은 특수한 대칭에 적용된다.  반사 다포체라고 불리는 {\displaystyle d} 차원 볼록 격자 다포체 .
빅터 바티레프와 듀코 판 스트라튼은 칼라비-야우 5차 삼중체의 유리 곡선 수를 계산하기 위한 필립 칸델라스 등의방법을 이즈라일 겔판트, Michail Kapranov 및 Andrei Zelevinsky가 도입한 일반화된 {\displaystyle A} -초기하 함수를 사용하여 임의의 칼라비-야우 완전 교차점에 적용할 수 있음을 관찰 했다.  (Alexander Varchenko의 대화 참조), 여기서 {\displaystyle A}는 반사 다포체 {\displaystyle P}의 격자점 집합이다.
원환 대수다양체의 칼라비-야우 초곡면에 대한 조합 거울 쌍대성은 고렌슈타인 원환 파노 대수다양체의 칼라비-야우 완전한 교차점의 경우 Lev Borisov에 의해 일반화되었다. 쌍대 원뿔과 극원뿔의 개념을 사용하면 반사 다포체의 극 쌍대성을 볼록 고렌슈타인 원뿔의 쌍대성과 고렌슈타인 다포체의 쌍대성의 특별한 경우로 간주할 수 있다.
{\displaystyle GL(d,\mathbb {Z} )} - 동형사상을 기준으로, 임의의 고정된 자연수 {\displaystyle d}에 대해 유한한 수 {\displaystyle N(d)}의 {\displaystyle d} - 차원 반사 다포체들만이 존재한다 수 {\displaystyle N(d)}는 {\displaystyle d\leq 4}인 경우만 알려져 있다: {\displaystyle N(1)=1}, {\displaystyle N(2)=16}, {\displaystyle N(3)=4319}, {\displaystyle N(4)=473800776.} {\displaystyle GL(d,\mathbb {Z} )} -동형사상을 기준으로 {\displaystyle d} -차원 반사 단체들의 조합적 분류는 디오판틴 방정식{\displaystyle {\frac {1}{k_{0}}}+\cdots +{\frac {1}{k_{d}}}=1}의 모든 해 {\displaystyle (k_{0},k_{1},\ldots ,k_{d})\in \mathbb {N} ^{d+1}}의 열거와 밀접한 관련이 있다. {\displaystyle GL(4,\mathbb {Z} )} -동형사상을 기준으로 4차원 반사 다포체들의 분류는 고렌슈타인 파노 대수다양체인 4차원 토릭 대수다양체의 초곡면을 사용하여 위상수학적으로 다른 많은 3차원 칼라비-야우 다양체를 구성하는 데 중요하다. 3차원 및 4차원 반사 다포체의 전체 목록은 물리학자 Maximilian Kreuzer와 하랄드 사르케가 Polymake의 특수 소프트웨어를 사용하여 얻었다.
조합 거울 대칭에 대한 수학적 설명은 등각장론의 대수적 대응인 꼭짓점 연산자 대수를 통해 레프 보리소프에 의해 얻어졌다.

## 같이 보기
- 원환 다양체
- 호몰로지 거울 대칭
- 거울대칭(끈이론)